# Ui (Irtysch)
Der Ui (russisch Уй) ist ein 387 km langer rechter Nebenfluss des Irtysch im Westsibirischen Tiefland (Russland). Er ist nicht zu verwechseln mit dem gleichnamigen linken Nebenfluss Ui des Tobol, ebenfalls in Westsibirien bzw. im Südural.

## Verlauf
Der Ui entspringt in etwa 130 m Höhe in der Sumpflandschaft Wassjuganje im südlichen Zentralteil des Westsibirischen Tieflandes, im äußersten Nordwesten der Oblast Nowosibirsk. Zunächst fließt der Ui in südlicher Richtung, erreicht jedoch bald die Oblast Omsk und wendet sich dort fast direkt nach Westen. Auf seiner gesamten Länge mäandriert der Ui stark und mündet schließlich beim Dorf Ust-Ui, etwa 25 Kilometer nordwestlich der Stadt Tara, in den Irtysch.

## Hydrografie
Das Einzugsgebiet des Ui umfasst 6920 km². Die mittlere Wasserführung (MQ) beträgt beim etwa 48 Kilometer oberhalb der Mündung gelegenen Dorf Baschenowo 19,8 m³/s (Minimum im Februar 6,0 m³/s, Maximum während der Schneeschmelze im Mai 78 m³/s). Das Frühjahrshochwasser dauert von April bis Juni an.
In Mündungsnähe ist der Ui gut 50 Meter breit und über zwei Meter tief; seine Fließgeschwindigkeit beträgt hier 0,4 m/s. Der Ui gefriert von Ende Oktober / Anfang November bis April/ Anfang Mai.

## Infrastruktur
Der Ui ist nicht schiffbar. Am Ui gibt es keine Städte, jedoch außer am Oberlauf entlang seines gesamten Verlaufes kleinere Dörfer, welche durch meist Straßen verbunden sind. Größter Ort ist Sedelnikowo am Mittellauf mit etwa 5000 Einwohnern.